# Левково (Галичский район)
Левково — деревня в Степановском сельском поселении Галичского района Костромской области России.

## География
Деревня расположена у реки Юрманки.

## История
На месте деревни располагалось сельцо с тем же названием, принадлежавшее проживавшему в нём небогатому помещику Фёдору Микулину.
Согласно Спискам населенных мест Российской империи в 1872 году деревня относилась к 2 стану Солигаличского уезда Костромской губернии. В ней числилось 9 дворов, проживало 17 мужчин и 18 женщин.
Согласно переписи населения 1897 года в деревне проживало 47 человек (17 мужчин и 30 женщин).
Согласно Списку населенных мест Костромской губернии в 1907 году деревня относилась к Нольско-Березовской волости Солигаличского уезда Костромской губернии. По сведениям волостного правления за 1907 год в ней числилось 11 крестьянских дворов и 60 жителей. В деревне имелась овчинная мастерская.
До 2009 года деревня входила в состав Унорожского сельского поселения, а в 2009—2010 годах — в состав Толтуновского сельского поселения.

## Население
| Численность населения |      |      |      |      |      |
| Год                   | 1877 | 1897 | 1907 | 2008 | 2012 |
| Жителей               | 35   | 47   | 60   | 116  | 88   |
| Крестьянских дворов   | 9    | —    | 11   | —    | —    |

| 2008 | 2010 | 2012 | 2014 |
| ---- | ---- | ---- | ---- |
| 110  | ↘70  | ↗88  | ↘78  |